# 지아키촌 (아이치현 니와군)
지아키촌(千秋村)은 아이치현 니와군에 설치되었던 촌이다. 현재의 이치노미야시에 해당한다.